# Kościół św. Wawrzyńca w Gdyni
Kościół św. Wawrzyńca w Gdyni – kościół rzymskokatolicki znajdujący się w gdyńskiej dzielnicy Wielki Kack, w województwie pomorskim. Należy do dekanatu Gdynia Orłowo w archidiecezji gdańskiej.
Na terenie kościoła parafialnego znajduje się kapliczka nazwana Źródło Marii, z której wybija potok o takiej samej nazwie.

## Historia
Świątynia została wzniesiona w latach 1894-1895 w stylu neogotyckim przez mieszkańców Wielkiego Kacka dzięki pomocy księdza J. Bonina, proboszcza parafii w Chwaszczynie. 10 czerwca 1895 roku kościół został poświęcony ku czci świętego Wawrzyńca przez biskupa chełmińskiego Leona Rednera jako kościół filialny parafii w Chwaszczynie. 16 października 1902 roku świątynia staje się kościołem parafialnym - dekretem biskupa Augustyna Rosentretera powstaje samodzielna parafia w Wielkim Kacku. W marcu 1945 roku kościół zostaje zniszczony w wyniku działań wojennych - zniszczone zostają iglica i szczyty wieży, elewacja północna i organy. W 1997 roku został założony nowy dach, odrestaurowano wnętrze i zainstalowano nowe oświetlenie. W 2001 roku zrekonstruowano iglicę i szczyty wieży, został zamontowany zegar o trzech tarczach. Także w tym roku została dobudowana kruchta boczna.

## Wyposażenie
Dwa ołtarze boczne o neogotyckich nastawach pochodzą z końca XIX wieku. Witraże wykonane w latach 70. XX wieku znajdujące się w prezbiterium przedstawiają św. Wawrzyńca i symbole eucharystyczne. polichromie wykonane w latach 50. XX wieku przedstawiają sceny z życia św. Wawrzyńca. W kościele zachowały się oryginalne ławy, chór, strop i posadzka. Organy o 10 głosach zostały wykonane przez Juliusza Witta z Gdańska w 1895 roku. Marmurowy ołtarz, ambonka, chrzcielnica i posadzka w prezbiterium zostały wykonane w 1902 roku na jubileusz stulecia parafii. W 2003 roku zostały wykonane stylowe konfesjonały. Kościół posiada także figury świętych: Józefa z Dzieciątkiem, Franciszka, Judy Tadeusza, Wojciecha i Antoniego oraz obrazy procesyjne z początku XX wieku. Wewnątrz wieży znajdują się trzy dzwony z 1958 r. odlane w Goduli: Wawrzyniec (850 kg, ton a'), Krzyż (650 kg, ton h') i Maryja (450 kg, ton cis").